# Антіох (цар Мессенії)
Антіох (дав.-гр. Ἀντίοχος) — цар Мессенії близько 785—746 років до н. е.

## Життєпис
Походив з роду Епітідів, гілки династії Гераклідів. Син царя Фінта. Владу успадкував разом з братом Андроклом.
Поступово посилювалися прикордонні сутички між мессенцямиі спартіатами, викликані агресивною зовнішньою політикою останніх. Приводом до війни стала вимога Спарти видати мессенця Поліхара. Останній здійснював грабіжницькі напади на Лаконіку як помста за пограбування (череди корів) і вбивство сина спартіатом Евафномом.
Мессенських царі зібрали загальні збори (апеллу) для вирішення цього питання. Антіох підтримав ідею відмовити Спарті, оскільки це б зменшило вагу Мессенії. При цьому зважалося на те, що Похір був олімпіоніком. Андрокл навпаки пропонував видати Поліхара (причини цьому за спартанською версією — гнів Андрокла на Поліхара за жахливий і безбожний вчинок, за більш імовірною — побоювання війни з більш могутньою Спакртою). Ця суперечками між братами спричинило відкриту сутичку, в якій Андрокл загинув.
Після цього Антіох відповів Спарті, що він пропонує передати справу Поліхара третейському суду або зборам амфіктіонів. Цю пропозицію було відкинуто. Обидві сторони стали готуватися до відкритої війни. Разом з тим випадок Поліхара не можна вважати прямим приводом до відкритого протистояння, оскільки згідно різних джерел він стався близько 758/756 року до н. е. До початку Першої Мессенської війни пройшло доволі багато часу. Ще до її початку Антіох помер — 746, 745 або 743 року до н. е.
Йому спадкував син Евфай.